# Les Carroces de Valdesoto
La fiesta de Les Carroces de Valdesoto se celebra en el pueblo de Valdesoto, en el concejo de Siero en Asturias desde 1950 siempre el lunes siguiente al segundo domingo de agosto, poniendo broche final a las fiestas de San Félix y verbenas que comienzan el viernes anterior al día de las carrozas.
Esta celebridad ha sido declarada como Fiesta de Interés Turístico Regional por el Principado de Asturias el 15 de noviembre de 2002.

## Historia

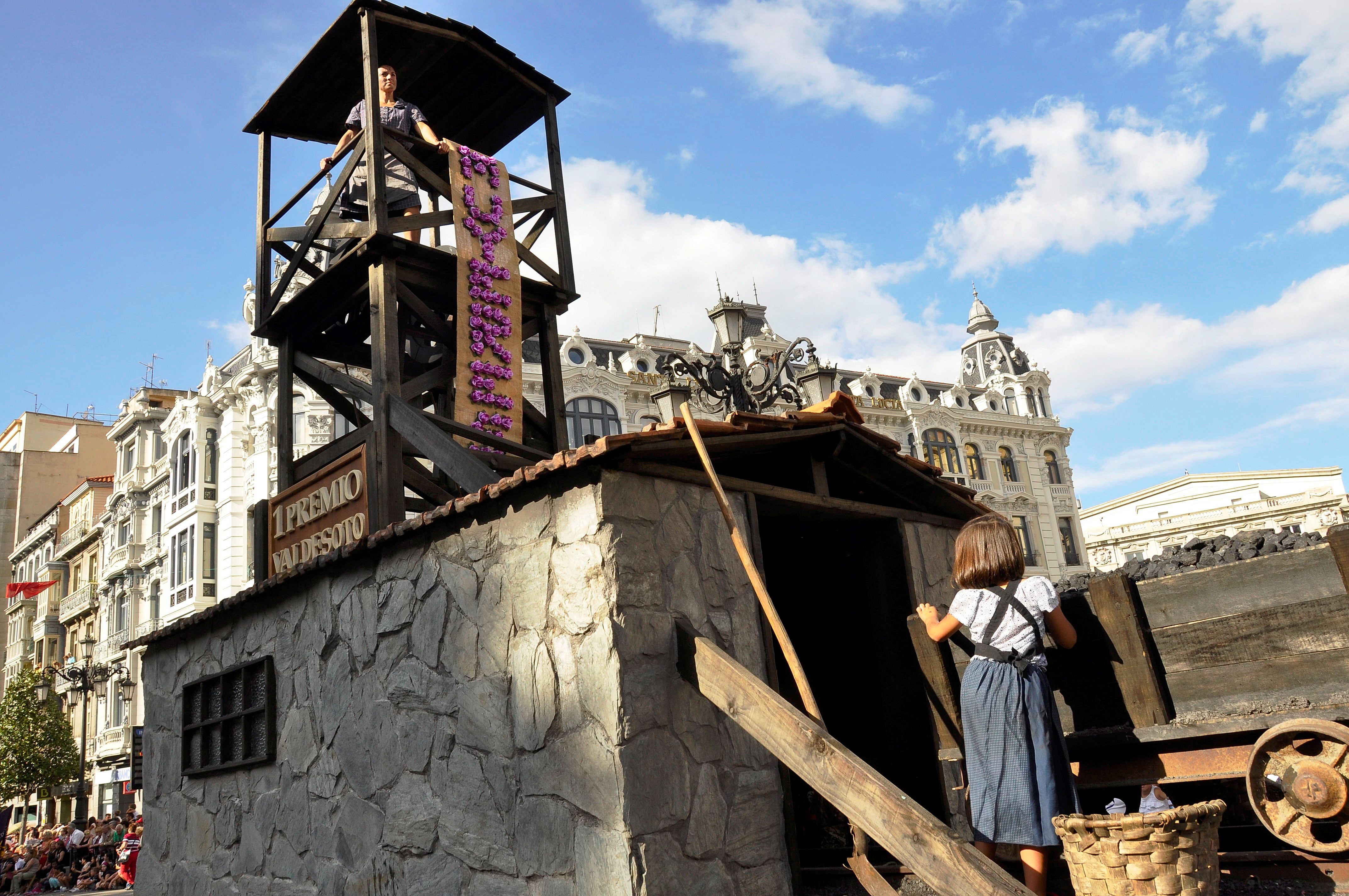
Ganadora de 2014, desfilando en Oviedo durante el Día de América en Asturias

En el año 1950, y procedente de Tiroco, unos vecinos hicieron llegar al prado de la fiesta un carro del país engalanado, con el que hicieron acto de presencia el lunes 14 de agosto de aquel año en la merienda que tenía lugar allí. Esta era su forma de ofrecer un aliciente más a la fiesta, debido al entusiasmo con que la gente del pueblo acogió la celebración de la primera fiesta de San Félix por una asociación creada al efecto. Pero no fue el único artilugio que se dejó ver por el prado. También, de otros barrios vecinos, salieron carretillos engalanados e incluso una bicicleta convenientemente decorada que, con la misma ilusión, se dejaron ver por el campo de la fiesta. Tal fue el enorme impacto que la aparición de estas primeras carrozas tuvo entre la gente del pueblo que la Asociación Cultural y de Festejos “San Félix” de Valdesoto recogió el sentir popular de este y al año siguiente (1951) convocó oficialmente el primer Concurso Local de Carrozas “San Félix”.
La calidad que atesoraban las carrozas participantes, fruto del entusiasmo desmedido de los artesanos del pueblo por la reciente recuperación de sus festejos, hizo que este Concurso de Carrozas adquiriera gran notoriedad, por lo que en el año 1953 el entonces Alcalde de Siero, D. Leandro Domínguez Vigil-Escalera, declaró el lunes de las carrozas como “Día de Pola en Valdesoto”, pues toda la capital cerraba ese día para poder contemplar en directo el desfile, y Valdesoto se convertía, por un día, en la capital del concejo de Siero. Esta distinción sigue manteniéndose aún hoy en día, aunque dentro de un contexto diferente. Los cambios en los hábitos de vida de la sociedad, y el desplazamiento de las romerías tradicionales por las más concurridas fiestas urbanas, ha hecho que este día, laborable la mayor parte de las veces, el comercio de Pola de Siero no cierre. Aun así, la concurrencia de público es elevadísima, pues toda aquella persona que pueda desplazarse el lunes por la tarde a Valdesoto para poder contemplar las carrozas lo hace. La creciente importancia que adquiría este desfile hizo que el día grande de las fiestas, originalmente el domingo, en el que se celebraba la procesión religiosa, se trasladara al lunes, desplazando los actos profanos a los religiosos en la importancia que estos tenían dentro de los festejos.
Fruto de este crecimiento, en el año 1954 el Concurso de Carrozas se declaró de ámbito Comarcal, mientras que en 1956 se celebró la sexta edición del Concurso y primera como Provincial, ámbito que sigue ostentando en la actualidad.

## En la actualidad
En nuestros tiempos, este Concurso no tiene comparación con ninguno otro similar que pueda celebrarse en la provincia. La laboriosidad de las carrozas presentadas, el nivel de detalle alcanzado, y la original puesta en escena que se realiza sobre ellas, ha llamado poderosamente la atención, no sólo al público asistente, sino también a todo tipo de medios de comunicación (prensa, radio, televisión), y a artistas de toda España que han conocido este evento a través de aquellos. Por todos estos motivos, el Concurso Provincial de Carrozas “San Félix” ha sido declarado como Fiesta de Interés Turístico Regional el 15 de noviembre de 2002 por la Consejería de Industria, Comercio y Turismo del Principado de Asturias. Muchas de estas carrozas son posteriormente mostradas en el Desfile del Día de América en Asturias de Oviedo, habiendo participado la primera carroza de Valdesoto en Oviedo ya en el año 1953, como así queda reflejado en el portfolio de fiestas del año 1954 en el escrito que el entonces alcalde de Siero, D. Leandro Domínguez Vigil-Escalera, dirigió a todos los vecinos de Valdesoto. Esta primera carroza en Oviedo, cuya presencia fue ya posible al tercer año de celebración oficial del concurso de Valdesoto, era la denominada “Cuadro de la Reconquista”.
Este desfile de carrozas tiene una connotación especial en cuanto a su originalidad y peculiaridad que le diferencia del resto de festejos que se celebran en toda la geografía asturiana. Pueblos y localidades limítrofes, pero sobre todo, los propios barrios de la parroquia de Valdesoto, rivalizan y compiten de forma sana, esmerándose en la creación y puesta en escena de sus presentaciones sobre verdaderas maravillas rodantes que son las carrozas, pura creatividad de unos artistas populares y no profesionales que, huyendo de la parafernalia y sofisticación de los desfiles de cartón-piedra y confetti, con el esfuerzo económico de sus propios bolsillos, y empleando materiales tradicionales, en su afán competitivo presentan artilugios de temáticas muy variadas: costumbristas, populares, irónicas, sociales, de actualidad, etc. Todo ello se desarrolla en un concurrido desfile que tiene lugar a lo largo de la carretera principal del pueblo, en un recorrido aproximado de 2 kilómetros en el cual se aglomeran vecinos y foráneos. El desfile queda enriquecido con la participación de varios grupos folclóricos asturianos y de otras regiones españolas y/o extranjeras, charangas, bandas de música y de gaitas, etc. Esto es, en síntesis, la descripción de un reconocido desfile de carrozas que durante muchos años ha prestigiado los festejos de Valdesoto.